# Monestir de Sant Macari el Gran
El Monestir de Sant Macari el Gran, també conegut com Dayr Anba Maqār (àrab: دير الأنبا مقار, Dayr al-Anbā Maqār) és un monestir copte ortodox situat a Uadi el Natrun, a la Governació de Buhayra, uns 92 km al nord-oest del Caire, al costat de la carretera entre el Caire i Alexandria.

## Història antiga
El monestir va ser fundat al voltant del 360 dC per Macari el Gran o Macari d'Egipte, que va exercir com a pare espiritual de més de 4.000 monjos de diferents nacionalitats. El monestir s'ha mantingut habitat per monjos de manera constant des de la seva fundació al segle iv. Diversos sants cristians i pares de l'Església primitiva van ser monjos al Monestir de Sant Macari, incloent-hi Macari d'Alexandria, Joan el Nan, Pafnuci l'Asceta, Isidor de Pelúsion, Arseni el Gran, Moisès el Negre, Poemen el Gran o Serapió de Thmuis, entre d'altres.

## Història moderna
El 1969, el monestir va començar un període de renovació, tant espiritual com arquitectònica, amb l'arribada de dotze monjos sota el lideratge espiritual del pare Matta El Meskin (‘Mateu el Pobre’). Aquests monjos havien viscut junts durant deu anys, completament aïllats del món, a les coves del desert de Wadi Elrayan, uns 50 km al sud d'El Faium.
El papa Ciril VI va ordenar a aquest grup de monjos que abandonés Wadi Elrayan i es traslladessin al Monestir de Sant Macari el Gran per restaurar-lo. En aquells moments, al monestir ja sols hi vivien sis monjos d'avançada edat i els seus edificis històrics amenaçaven ruïna. Els nous monjos van ser rebuts per l'abat del monestir, el bisbe Miquel, metropolità d'Assiut.
Amb Shenouda III, que s'havia ocupat personalment de la restauració del Monestir de Sant Pishoi i del Monestir de Paromeos, i després de catorze anys d'activitat constant de reconstrucció i renovació espiritual, la comunitat monàstica al Monestir de Sant Macari va arribar al centenar de monjos.
El Monestir de Sant Macari manté llaços espirituals, acadèmics i fraternals amb diversos monestirs d'altres països, incloent-hi l'Abadia de Chevetogne, a Bèlgica, l'Abadia de Solesmes i el Monestir de la Transfiguració, a França, la Comunitat Monàstica de Bose, a Itàlia, Deir El Harf, al Líban, i el Convent de l'Encarnació, a Anglaterra.

El Monestir de Macari el Gran conté les relíquies de molts sants, incloent-hi les dels Quaranta-nou màrtirs de Scetis.

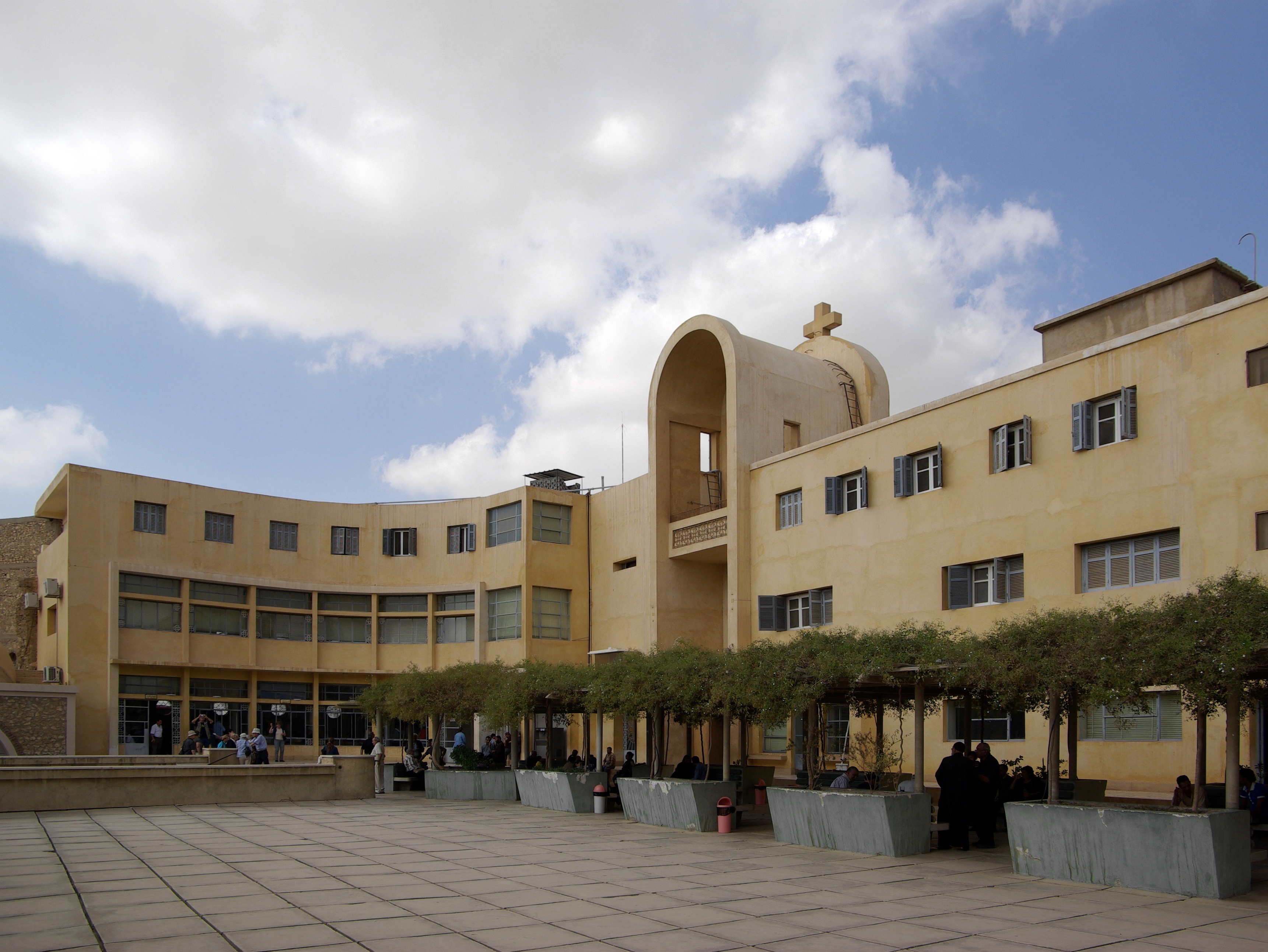
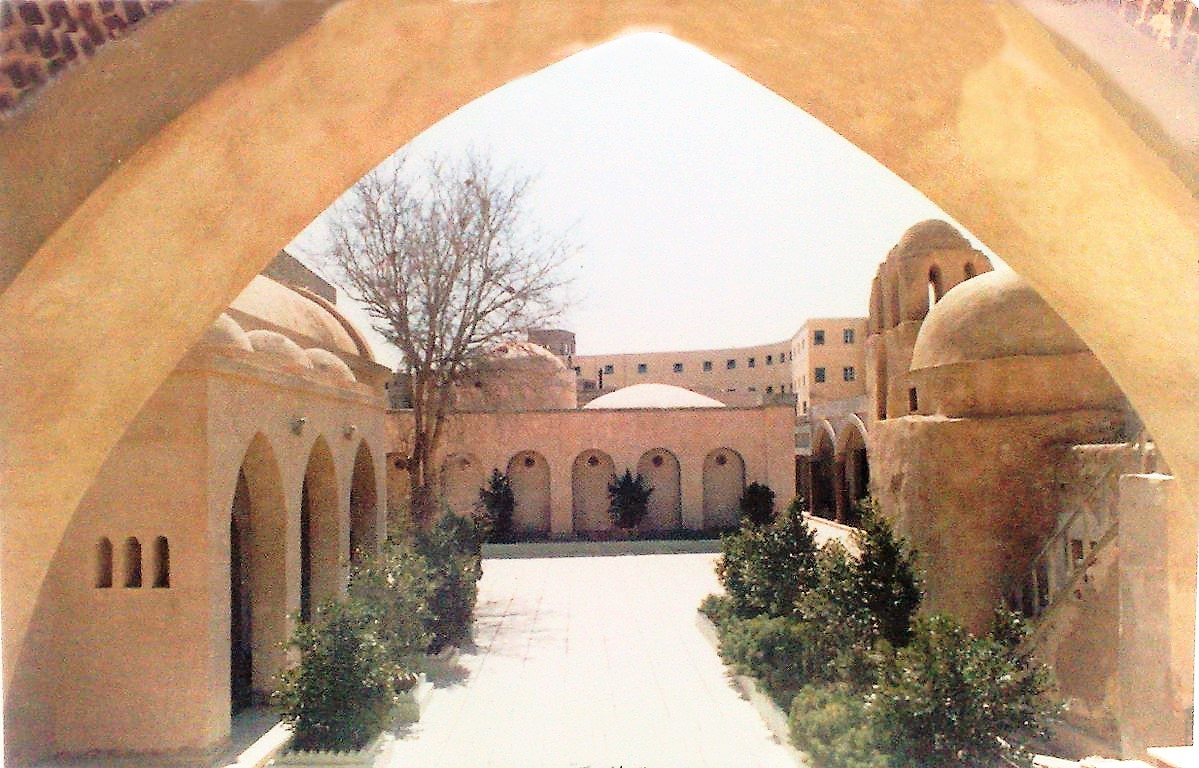
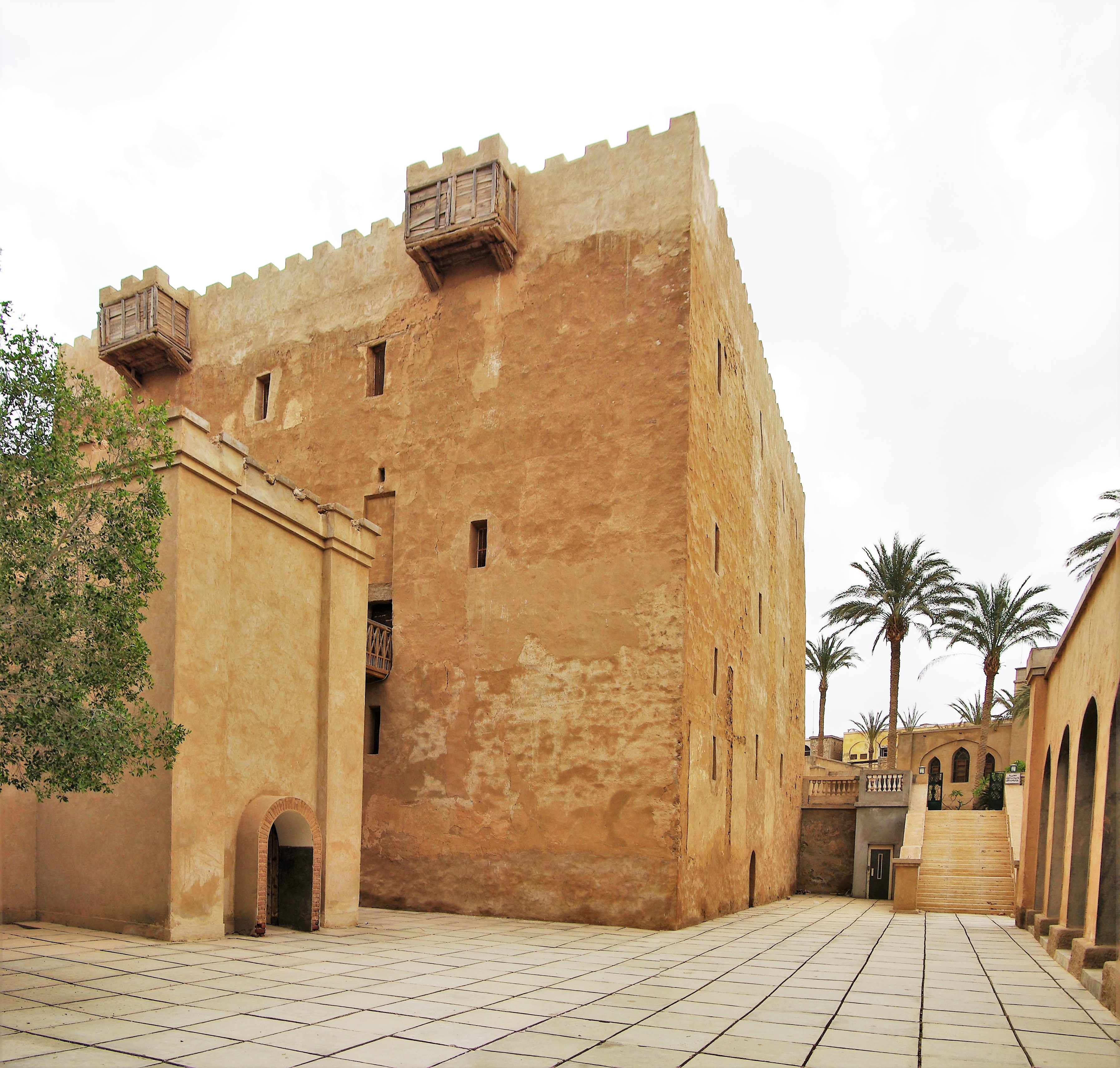
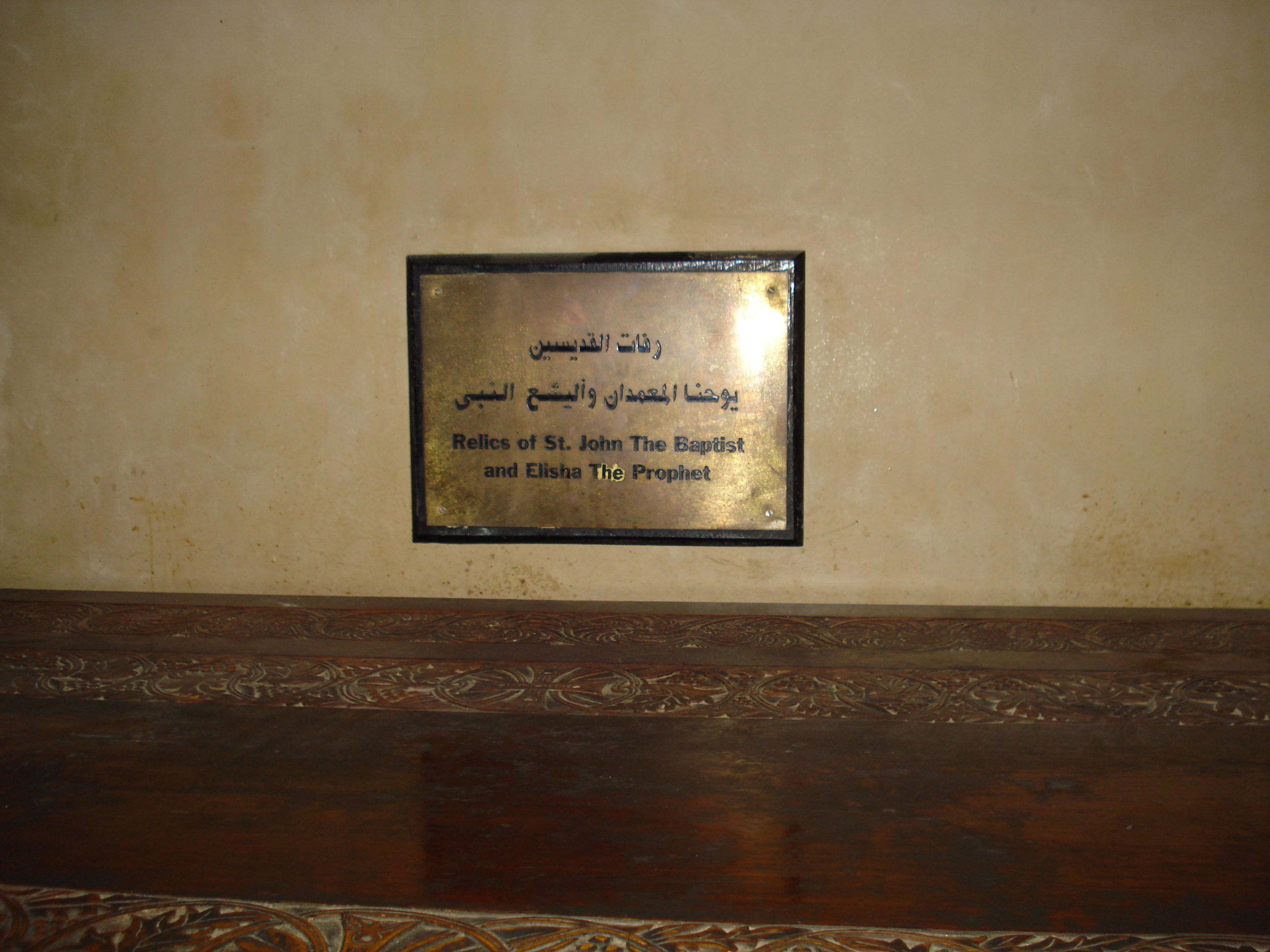
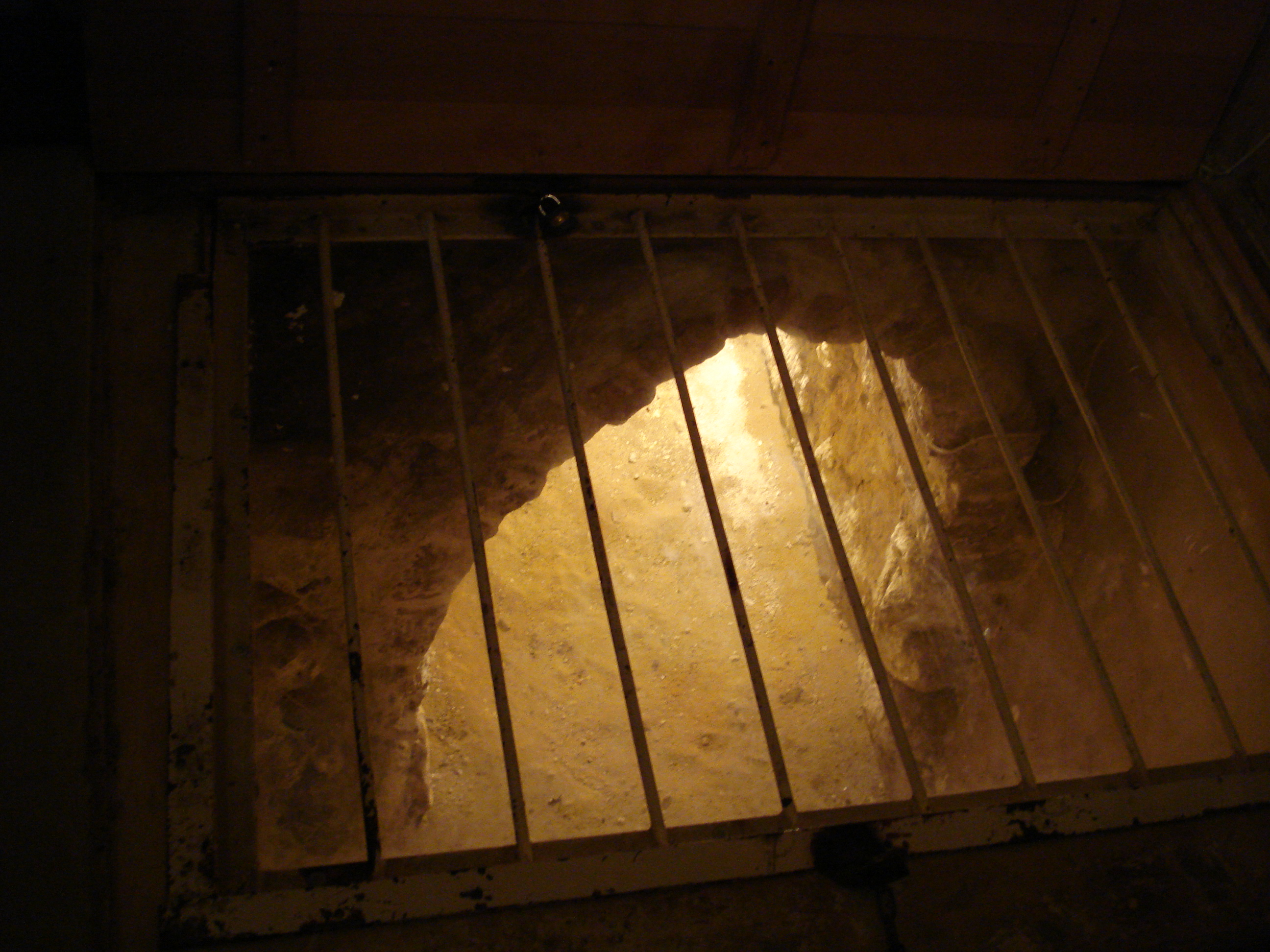

## Descobriment de relíquies
Durant la restauració de l'església major de Sant Macari es van descobrir, sota la paret nord de l'església, la cripta de Sant Joan Baptista i la del Profeta Eliseu, al lloc que esmenten els manuscrits dels segle xi i xvi conservats a la biblioteca del monestir. La tradició eclesiàstica de l'Església Ortodoxa Copta també va confirmar l'autenticitat de la troballa. Les relíquies van ser guardades en un reliquiari especial i col·locades davant el santuari de Sant Joan Baptista, a l'església de Sant Macari. El Monestir va publicar un detallat informe sobre el descobriment i l'anàlisi de l'autenticitat d'aquestes relíquies.

## Papes al monestir de Sant Macari
El següent quadre és una llista dels papes de l'església copta ortodoxa procedents del Monestir de Sant Macari o que hi van passar llargues temporades.
| - Papa Ciril d'Alexandria (412-444) - Papa Joan I (496-505) - Papa Joan III (680-689) - Papa Isaac (690-692) - Cosme I (729-730) - Miquel I (743-767) - Mina I (767-776) - Joan IV (777-799) - Marc II (799-819) - Papa Jacob (819-830) | - Simeó II (830) - Josep I (831-849) - Cosme II (851-858) - Shenouda I (859-880) - Miquel III (880-907) - Gabriel I (910-920) - Macari I (932-952) - Teòfil II (952-956) - Mina II (956-974) - Filoteu (979-1003) | - Shenouda II (1032-1046) - Ciril II (1078-1092) - Miquel IV (1092-1102) - Macari II (1102-1128) - Miquel V (1145-1146) - Pere V (1340-1348) - Marc V (1603-1619) - Mateu III (1631-1646) - Demetri II (1861-1870) |

## Assassinat de l'abat Epifani
El 2013, Anba Epifani, que pertanyia a la comunitat des de 1984, va ser nomenat bisbe i abat del Monestir de Sant Macari el Gran. Tenia 64 anys quan va ser assassinat el 2018.
L'Església Copta va publicar una declaració explicant que el papa Tauadros II «expressa el seu dol per Anba Epifani, un veritable monjo la vida del qual va estar immersa en la mansuetud i la humilitat; també un erudit que posseïa una gran riquesa de coneixements que van donar els seus fruits en recerques i publicacions a les diverses branques dels estudis eclesiàstics. El Papa resa per la pau de la seva ànima i pel benestar de la comunitat de monjos de Sant Macari, així com per tots els que estimaven a l'abat [...]. Va ser una persona senzilla en el vestir, en el seu estatge i en el menjar. El bisbe Epifani va ser una persona senzilla que va triar apartar-se de la primera fila».
El papa Teodor consultava amb freqüència a l'abat pels seus amplis coneixements i per la seva autoritat. L'abat havia assistit a vint conferències en cinc anys, amb la benedicció del Papa.
Anba Epifani era un ardent seguidor de Mateu el Pobre i es creu que això va provocar fortes tensions dins del monestir, en particular amb l'ex-monjo del qual es va sospitar com a autor de la mort de l'abat, Wael Saad Tawadros.
Quaranta dies després de la seva mort, el papa Tauadros II va inaugurar una casa de retir amb el nom d'Anba Epifani, oberta a pelegrins estrangers de tot el món.

## Altres monestirs del Desert de Scetis
- Monestir de Sant Bishoi
- Monestir de Santa María Deipara
- Monestir Paromeus